# Carlo Cecere
Carlo Cecere (7. listopadu 1706 Grottole – 15. února 1761 Neapol) byl italský hudební skladatel.

## Život
O životě Carla Cecereho je známo jen málo. Byl houslistou a patrně i flétnistou v klášteře Monteoliveto, kde pro uzavřenou společnost duchovních uvedl v roce 1741 operu La taveronla abentorosa na text Pietra Trinchery. Satirický obraz mnišského života urazil církevní kruhy a skladatel byl potrestán.
Zemřel v Neapoli 15. února 1761 a je pochován v kapli Congregazione dei Musici di S. Maria la Nuova.

## Dílo

### Opery
- Lo secretista (libreto Pietro Trinchera, 1738, Neapol)
- La taveronla abentorosa (libreto Pietro Trinchera, 1741, Monteoliveto)
- Lo Rosmonda (libreto Antonio Palomba, 1755, Neapol)

### Instrumentální hudba
- 25 duetti per 2 flauti (o due violini)
- 2 concerti per flauto e orchestra
- Concerto per 2 flauti e basso
- Concerto per faluto, violini e basso
- Concerto per mandolino, violini e basso
- Sonata per violoncello e basso
- Divertimenti per 2 flauti e violoncello